# Rhäzüns
Rhäzüns (rätoromanska Razén) är en ort och kommun i regionen Imboden i kantonen Graubünden, Schweiz. Kommunen har 1 633 invånare (2023).
Den ligger en mil väster om kantonshuvudstaden Chur, dit en stor del av den förvärvsarbetande befolkningen pendlar. Kommunen ligger på vänster sida av floden Hinterrhein strax söder om där den flyter ihop med Vorderrhein och bildar Rhen. 

## Språk
Befolkningen i Rhäzüns talade rätoromanska fram till 1900-talet då tyska började vinna insteg, och på 1970-talet blev majoritetsspråk. Vid senaste folkräkningen (2000) uppgav en fjärdedel av befolkningen att de talade rätoromanska, men bara en tiondel angav det som sitt huvudspråk.

## Religion
Rhäzuns påverkades inte av reformationen utan förblev katolskt.